# Травник (футбольный клуб)
«Травник» (хорв. Nogometni Klub Travnik)  ― футбольный клуб из Боснии и Герцеговины, базируется в одноимённом городе, клуб был основан в 1922 году и в настоящее время играет в первой лиге Боснии и Герцеговины. Клуб принимает гостей на стадионе «Пирота», вмещающем 4 000 зрителей.

## История
Во времена существования союзной Югославии, «Травник» выступал в низших региональных лигах. После развала Югославии стал выступать в мусульманской лиге Боснии, а с образованием чемпионата Боснии и Герцеговины — в Первой лиге Боснии и Герцеговины, в которой в первый же сезон, 2002/03, одержал победу. В сезоне-2003/04 «Травник» дебютировал в Премьер-лиге Боснии и Герцеговины, а в следующем сезоне — 2004/05 — добился наилучшего результата в своей истории, заняв 5-е место в чемпионате Боснии и Герцеговины. На следующий год, заняв предпоследнее место в чемпионате, «Травник» вновь вылетел в первую лигу, но, победив в ней, уже на следующей сезон вернулся в Премьер-лигу, в которой играл девять сезонов подряд, вплоть до сезона-2015/16, по итогом которого вылетел в первую лигу. После этого команда на один сезон (2018/19) опускалась во вторую лигу, после того как заняла последнее 16-е место в первой лиге.
В городе Травник есть также команда «Нови Травник», два раза на один сезон «заглядывавшая» в первую лигу (2016/17, 2018/19), и имеется ещё женская футбольная команда «Травник». Находящаяся в городе футбольная школа «Бубамара» считается одной из сильнейших на Балканах и входит в систему футбольных школ итальянского «Интера».

## Достижения
- Победитель Первой лиги Боснии и Герцеговины (2): 2002-03, 2006-07.

## Известные игроки
- Элведин Беганович
- Экрем Брадарич
- Адис Нуркович
- Алмир Толжа